# 90210 Shark Attack
90210 Shark Attack è un film del 2014 diretto da David DeCoteau.

## Trama
Un gruppo di studenti di oceanografia si riuniscono in una villa a Beverly Hills con l'intenzione di studiare la vita marina. Inizieranno ben presto ad essere divorati da terribili squali affamati di carne umana.

## Citazioni
- Il titolo del film è un rimando alla serie televisiva Beverly Hills 90210.
- In una scena del film è visibile il poster di L'era glaciale 4 - Continenti alla deriva (2012).

## Curiosità
Donna Wilkes aveva recitato in un altro film sugli squali, Lo squalo 2.